# Lijst van Nintendo 3DS-spellen
Hieronder volgt een lijst van Nintendo 3DS-spellen.

## 0-9
- 3D Classics Excitebike
- 3D Classix Xevious
- 3D Game Collection 55 in 1
- 3D Mahjongg
- 35 Junior Games
- 4 Elements
- 50 Classic Games 3D
- 7the Deagon III Code: VFD

## A
- Ace Combat 3D
- Ace Combat Assault Horizon Legacy
- Adventure Time: Explore the Dungeon Because I DONT'T KNOW
- Adventure Time: Finn and Jake Investigations
- Adventure Time: The Secret of the Nameless Kingdom
- AeternoBlade
- Alleyway
- Angler's Club: Ultimate Bass Fishing 3D
- Angry Birds Star Wars
- Angry Birds Trilogy
- Animal Crossing: Happy Home Designer
- Animal Crossing: New Leaf
- Animal Hospital
- Arcade Classics 3D
- Around the World with Hello Kitty and Friends
- Asphalt GT
- Asterix De Romeinse Lusthof
- Azada
- Azito 3D

## B
- Barbie and her Sisters Puppy Rescue
- Barbie Dreamgouse Party
- Barbie: Hondenshow Puppy's
- Batman: Arkham Origins Blackgate
- Battleship
- Battle of Giants: Dinosaur Strike
- Bella Sara
- Bella Sara 2 - The Magic of Drasilmare
- Ben 10: Galactic Racing
- Ben 10: Omniverse
- Ben 10: Omniverse 2
- Best Friends - My Horse 3D
- Best Of Arcade Games
- Best of Board Games
- Best of Casual Games
- Beyblade: Evolution
- Beyond the Labyrinth
- Big Hero 6: Battle in the Bay
- BIT.TRIP SAGA
- BlazBlue: Continuum Shift II
- BloodRayne: The Shroud
- Bomberman 3DS
- Boulder Dash-XL 3D
- Bowling Bonaza 3D
- Brain Training 3D
- Brandweerman Sam Schiet Te Hulp
- Bravely Default
- Bravely Second

## C
- Candy Match 3
- Captain Amerca: Super Soldier
- Captain Toad: Treasure Tracker
- Carnival Wilde Westen 3D
- Cars 2
- Cartoon Network: Battle Crashers
- Cartoon Netwodk: Puncch Time Eplosion
- Castlevania (Nintendo 3DS Virtual Console)
- Castlevania II: Simon's Quest (Nintendo 3DS Virtual Console)
- Castlevania: Lords of Shadow - Mirror of Fate
- Cave Story 3D
- Chevrolet Camaro Wild Ride 3D
- Chibi Robo: Zip Lash
- Cocoto Alien Brick Breaker
- Code Name S.T.E.A.M.
- Cooking Mama 4: Kitchen Magic
- Cooking Mama: Bon Appétit!
- Cooking Mama: Sweet Shop
- Cradle of Egypt 2
- Cradle of Rome 2
- Crash CIty Mayhem
- Crash Time 3D
- Crush 3D: A Puzzle With Another Dimension
- Cubic Ninja
- Culdcept Revolt
- Cut the Rope: Triple Treat

## D
- De Avonturen van Kuifje: Het Geheim van de Eenhoorn
- De Sims 3
- De Sims 3: Beestenbende
- De Smurfen
- Dead Or Alive: Dimensions
- Detective Pikachu
- Dillon’s Dead-Heat Breakers
- Disney Art Academy
- Disney Epic Mickey: Power Of Illusion
- Disney Frozen: Olafs Queeste
- Disney Infinity
- Disney Magical World
- Disney Magical World 2
- Disney Planes
- Disney Planes: Fire & Rescue
- Disney Princess: Mijn Magisch Koninkrijk
- DJ Hero 3D
- Doctor Lautrec and the Forgotten Knights
- Donkey Kong Country Returns
- Doodle Jump Adventures
- Dr. Kawashima’s Duivelse Brain Training: Kun jij je blijven concentreren?
- Dr. Robotnik's Mean Bean Machine
- Dr.Z The ultimate wars
- Dragon Ball Fusions
- Dragon Ball Z: Extreme Butoden
- Dragon Quest VII: Fragments of the Forgotten Past
- Dream Trigger 3D
- DreamWorks Super Star Kartz
- Driver Renegade 3D
- Dual Pen Sports

## E
- Etrian Mystery Dungeon
- Etrian Odyssey 2 Untold: The Fafnir Knight
- Etrian Odyssey IV: Legends of the Titan
- Etrian Odyssey Nexus
- Etrian Odyssey Untold: The Millennium Girl
- Etrian Odyssey V: Beyond the Myth
- Ever Oasis Ster
- Expeditie Robinson - Clash der helden
- Expeditie Robinson 3D: Het Ultieme Avontuur

## F
- F1 2011
- Fantasy Life
- Farming Simulator 14
- Farming Simulator 18
- Farming Simulator 2012
- Farmscapes
- Fast & Furious Showdown
- FIFA 12
- FIFA 13
- FIFA 14
- FIFA 15
- Final Fantasy Explorers
- Finding Nemo: Escape to the Big Blue
- Fire Emblem Echoes: Shadows of Valentia
- Fire Emblem: Awakening
- Fire Emblem Fates: Birthright
- Fire Emblem Fates: Conquest
- Flap Flap
- Fossil Fighters Frontier
- Freakyforms Deluxe: Your Creations, Alive!
- Frogger 3D
- Funky Barn 3D

## G
- Gabrielle’s Ghostly Groove 3D
- Games Festival 2
- Gardening Mama: Forest Friends
- Gardenscapes
- Garfield Kart
- Generator Rex: Agent of Providence
- Girls’ Fashion Shoot
- Gravity Falls: Legend of the Gnome Gemulets
- Green Lantern: Rise of the Manhunters
- Gummy Bears Magical Medallion
- Gummy Bears Mini Golf

## H
- Hakuoki: Memories of the Shinsengumi
- Happy Feet 2
- Harvest Moon 3D: A New Beginning
- Harvest Moon: Skytree Village
- Harvest Moon: The Lost Valley
- Harvest Moon: The Tale of Two Towns
- Hatsune Miku: Project Mirai DX
- Heavy Fire: The Chosen Few 3D
- Hello Kitty & Friends: Rock N’ World Tour
- Hello Kitty & Sanrio Friends 3D Racing
- Hello Kitty and the Apron of Magic: Rhythm Cooking
- Hello Kitty Picnic with Sanrio Friends
- Heroes of Ruin
- Het Regent Gehaktballen 2
- Hey! Pikmin
- Hidden Expedition: Titanic
- Hoe Tem je een Draak 2
- Hollywood Fame: Hidden Object Adventure
- Hometown Story
- Hot Wheels: World’s Best Driver
- Hotel Transylvania
- Hyrule Warriors: Legends

## I
- I Love My Cats
- I Love My Dogs
- I Love My Horse
- I Love My Little Boy
- I Love My Little Girl
- I Love My Pets
- I Love My Pony
- Ice Age 4: Continental Drift - Arctic Games
- Inazuma Eleven 3: Bomb Blast
- Inazuma Eleven 3: Lightning Bolt
- Inazuma Eleven 3: Team Ogre Attacks!
- Inazuma Eleven GO Chrono Stones: Thunderflash
- Inazuma Eleven GO Chrono Stones: Wildfire
- Inazuma Eleven Go: Light
- Inazuma Eleven Go: Shadow

## J
- James Noir: Hollywood Crimes 3D
- Jewel Master Atlantis 3D
- Jewel Match 3
- Jewel Quest 6: The Sapphire Dragon
- Jewel Quest Mysteries 3 - The Seventh Gate
- Jewel Quest: Heritage

## K
- Kid Icarus: Uprising
- Kingdom Hearts 3D: Dream Drop Distance
- Kirby Triple Deluxe
- Kirby's Adventure (Nintendo 3DS Virtual Console)
- Kung Fu Panda: Showdown of Legendary Legends

## L
- Laura’s Passie Babysitten 3D
- Laura’s Passie Mode 3D
- Laura’s Passie Modewereld 3D
- Laura’s Passie Paardrijden 3D
- Layton’s Mystery Journey: Katrielle en het miljonairscomplot
- Legends of Oz: Dorothy’s Return
- LEGO Batman 2: DC Super Heroes
- LEGO Batman 3: Beyond Gotham
- LEGO City Undercover: The Chase Begins
- LEGO Friends
- LEGO Harry Potter: Jaren 5-7
- LEGO In de Ban van de Ring
- LEGO Jurassic World
- LEGO Legends of CHIMA: De Reis van Laval
- LEGO Marvel Avengers
- LEGO Marvel Super Heroes: Universe in Peril
- LEGO Ninjago Nindroids
- LEGO Ninjago Shadow of Ronin
- LEGO Pirates of the Caribbean: The Video Game
- LEGO Star Wars III: The Clone Wars
- LEGO Star Wars: The Force Awakens
- LEGO The Hobbit
- Let’s Learn English with Biff, Chip & Kipper Vol. 1
- Let’s Learn English with Biff, Chip & Kipper Vol. 2
- Let’s Learn English with Biff, Chip & Kipper Vol. 3
- Little Battlers eXperience
- Lucky Luke & The Daltons
- Luigi’s Mansion
- Luigi’s Mansion 2
- Luxor HD

## M
- Madagascar 3 & The Croods: Combo Pack
- Madagascar 3: Europe’s Most Wanted
- Mahjong 3D: Warriors of the Emperor
- Mario & Luigi: Bowser’s Inside Story + Bowser Jr.’s Journey
- Mario & Luigi: Dream Team Bros.
- Mario & Luigi: Paper Jam Bros.
- Mario & Luigi: Superstar Saga + Bowsers Onderdanen
- Mario & Sonic op de Olympische Spelen: Londen 2012
- Mario & Sonic op de Olympische Spelen: Rio 2016
- Mario Golf: World Tour
- Mario Kart 7
- Mario Party: Island Tour
- Mario Party: Star Rush
- Mario Party: The Top 100
- Mario Sports Superstars
- Mario Tennis Open
- Marvel Super Hero Squad: The Infinity Gauntlet
- Mensa Academy
- Metal Gear Solid: Snake Eater 3D
- Metroid Prime: Federation Force
- Metroid: Samus Returns
- Michael Jackson: The Experience
- Miitopia
- Mijn Dierenhotel Deluxe 2 3D
- Mijn Dierenhotel Deluxe 3D
- Mijn Dierenpraktijk 3D
- Mijn Dierenpraktijk in de Zoo 3D
- Mijn Dierenpraktijk Paarden 3D
- Mijn Dieren & Ik 3D
- Mijn Manege 3D
- Mijn Paardenwereld 3D
- Mijn Paard en Veulen
- Mijn Westernpaard 3D
- Monster 4x4 3D
- Monster High: 13 Wensen
- Monster High: Skultimate Roller Maze
- Monster Hunter 3 Ultimate
- Monster Hunter 4 Ultimate
- Monster Hunter Generations
- Monster Hunter Stories
- Moshi Monsters: Katsuma Unleashed
- Moshi Monsters: Moshlings Theme Park
- Murder on the Titanic
- Myst
- Mystery Case Files: Dire Grove
- Mystery Case Files: Ravenhearst
- Mystery Case Files: Return to Ravenhearst
- My Exotic Farm
- My Foal 3D
- My Little Baby 3D
- My Vet Practice 3D - In the Country

## N
- Naruto Powerful Shippuden
- Naruto Shippuden 3D: The New Era
- NCIS
- Need for Speed: The Run
- New Art Academy
- New Super Mario Bros. 2
- Nintendogs + Cats
- Nintendo 3DS Guide: Louvre
- Nintendo presenteert: New Style Boutique 3 - Sterstyliste
- Nintendo presents: New Style Boutique
- Nintendo presents: New Style Boutique 2 - Fashion Forward

## O
- One Piece: Romance Dawn
- One Piece: Unlimited Cruise SP
- One Piece: Unlimited Cruise SP 2
- One Piece: Unlimited World Red
- Order Up!!

## P
- Pac-Man & Galaga Dimensions
- Pac-Man and the Ghostly Adventures
- Pac-Man and the Ghostly Adventures 2
- Pac-Man Party 3D
- Paddington: Adventures in London
- Paper Mario: Sticker Star
- Penguins of Madagascar
- Persona Q: Shadow of the Labyrinth
- PES 2011 3D: Pro Evolution Soccer
- PES 2012 3D: Pro evolution soccer
- PES 2013 3D: Pro Evolution Soccer
- Pets Paradise Resort 3D
- Petz Beach
- Petz Fantasy 3D
- Phineas and Ferb: Quest for Cool Stuff
- Picross 3D: Round 2
- Pilotwings Resort
- Pinball Hall of Fame: The Williams Collection
- Pippi Langkous 3D
- Pokémon Alpha Sapphire
- Pokémon Art Academy
- Pokémon Moon
- Pokémon Mystery Dungeon: Gates to Infinity
- Pokémon Omega Ruby
- Pokémon Rumble World
- Pokémon Sun
- Pokémon Super Mystery Dungeon
- Pokémon Ultra Moon
- Pokémon Ultra Sun
- Pokémon X
- Pokémon Y
- Poochy & Yoshi’s Woolly World
- Power Rangers Megaforce
- Power Rangers Super Megaforce
- Pro Evolution Soccer 2011 3D
- Pro Evolution Soccer 2012
- Pro Evolution Soccer 2013
- Pro Evolution Soccer 2014
- Professor Layton en de Erfenis van de Azran
- Professor Layton en het Masker der Wonderen
- Professor Layton vs. Phoenix Wright: Ace Attorney
- Project X Zone
- Project X Zone 2
- Puppies World 3D
- Purr Pals Purrfection
- Putty Squad
- Puzzler Brain Games
- Puzzler Mind Gym 3D
- Puzzle & Dragons Z + Puzzle & Dragons: Super Mario Bros. Edition
- Puzzle Bobble Universe

## R
- Rabbids 3D
- Rabbids Rumble
- Radiant Historia: Perfect Chronology
- Rayman 3D
- Rayman Origins
- Real Heroes: Firefighter 3D
- Reel Fishing Paradise 3D
- Regular Show: Mordecai and Rigby in 8-Bit Land
- Resident Evil: Revelations
- Resident Evil: The Mercenaries 3D
- Rhythm Paradise Megamix
- Rhythm Thief & the Emperor’s Treasure
- Ridge Racer 3D
- Riding Stables 3D
- Rise of The Guardians: The Video Game
- Rodea the Sky Soldier
- Rollercoaster Tycoon 3D
- RPG Maker Fes

## S
- Samurai Warriors: Chronicles
- Scribblenauts Unlimited
- Secret Agent Files: Miami
- Secret Mysteries in Amsterdam
- Sega 3D Classics Collection
- Senran Kagura 2: Deep Crimson
- Senran Kagura Burst
- Shanghai Mahjong
- Shantae and the Pirate's Curse
- Sherlock Holmes: The Mystery of the Frozen City
- Shifting World
- Shinobi
- Shin Megami Tensei: Devil Summoner: Soul Hackers
- Shin Megami Tensei: Devil Survivor 2 Record Breaker
- Shin Megami Tensei: Devil Survivor Overclocked
- Shin Megami Tensei IV: Apocalypse
- Shin Megami Tensei: Strange Journey Redux
- Shovel Knight
- Skylanders Giants
- Skylanders: Spyro’s Adventure
- Skylanders SuperChargers Racing
- Skylanders SWAP Force
- Skylanders Trap Team
- Snoopy en De Peanuts - De Film: Snoopy’s Grote Avontuur
- Sonic & All-Stars Racing Transformed
- Sonic Boom: Fire & Ice
- Sonic Boom: Shattered Crystal
- Sonic Generations
- Sonic Lost World
- Spider-Man: Edge of Time
- Spirit Camera: The Cursed Memoir
- SpongeBob HeroPants
- SpongeBob SquarePants: De Onnozele Krabbelaar
- SpongeBob SquarePants: Plankton’s Robotic Revenge
- Sports Island 3D
- Spot the Differences!
- Spy Hunter
- Star Fox 64 3D
- Steel Diver
- Steel Diver: Sub Wars
- Stella Glow
- Story of Seasons
- Story of Seasons: Trio of Towns
- Strijd der Giganten: Dinosaurs 3D
- Sudoku: The Puzzle Game Collection
- Super Black Bass 3D
- Super Mario 3D Land
- Super Mario Maker for Nintendo 3DS
- Super Monkey Ball 3D
- Super Pokémon Rumble
- Super Smash Bros. for Nintendo 3DS
- Super Street Fighter IV 3D Edition
- Sushi Striker: The Way of Sushido

## T
- Tales of the Abyss
- Teenage Mutant Ninja Turtles
- Teenage Mutant Ninja Turtles: Danger of the Ooze
- Tekken 3D Prime Edition
- Tenkai Knights: Brave Battle
- Terraria
- Tetris
- Tetris Ultimate
- Theatrhythm Final Fantasy
- Theatrhythm Final Fantasy: Curtain Call
- The Amazing Spider-Man
- The Amazing Spider-Man 2
- The Croods: Prehistoric Party!
- The Cube
- The Legend of Legacy
- The Legend of Zelda: A Link Between Worlds
- The Legend of Zelda: Majora’s Mask 3D
- The Legend of Zelda: Ocarina of Time 3D
- The Legend of Zelda: Tri Force Heroes
- The LEGO Movie Videogame
- Thor: God of Thunder
- Tomodachi Life
- Tomodachi Life: Friendship Fiesta
- Tom Clancy’s Ghost Recon: Shadow Wars
- Tom Clancy’s Splinter Cell 3D
- Transformers: Dark of the Moon
- Transformers Prime The Game
- Transformers: Rise of the Dark Spark
- Turbo Super Stunt Squad

## U
- Ultimate NES Remix

## V
- Viking Invasion 2: Tower Defense
- Violetta: Rhythm & Music
- Virtue’s Last Reward

## W
- WarioWare Gold
- Winter Sports 2012: Feel the Spirit
- Winx Club: Saving Alfea
- Word Wizard 3D
- WRC FIA World Rally Championship
- Wreck-It Ralph
- WWE All Stars

## X Y Z
- Xenoblade Chronicles 3D
- YAKARI: The Mystery of Four-Seasons
- Yo-kai Watch
- Yo-Kai Watch 2: Droomfantomen
- Yo-Kai Watch 2: Gigageesten
- Yo-Kai Watch 2: Skeletspoken
- Yo-Kai Watch 3
- Yo-Kai Watch Blasters: Red Cat Corps
- Yo-Kai Watch Blasters: White Dog Squad
- Yoshi’s New Island
- Yu-Gi-Oh! Zexal World Duel Carnival
- Zoo Resort 3D